# Musée de Chemtou
Le musée de Chemtou (arabe : المتحف الأثري بشمتو) est un musée archéologique tunisien situé sur le site de Chemtou, à une vingtaine de kilomètres de Jendouba, ville proche de la frontière tuniso-algérienne. Issu d'une initiative de l'Institut national du patrimoine tunisien et de l'Institut archéologique allemand de Rome, il est inauguré le 25 novembre 1997.
Ayant la particularité d'être situé sur une ancienne marbrerie, occupée à l'époque antique et contemporaine, il a pour objectif didactique d'expliquer cette exploitation ainsi que de présenter certains vestiges retrouvés dans les fouilles de l'ancienne cité numide puis romaine.

## Histoire
Ce musée de conception moderne est le fruit d'une collaboration entre les archéologues tunisiens de l'Institut national du patrimoine (INP) et ceux de l'Institut archéologique allemand de Rome (DAI Rome) qui avait mené les fouilles sur le site. Alors que le bâtiment est financé par des fonds tunisiens, la décoration intérieure et la muséologie sont l'œuvre du service culturel de l'Office allemand des Affaires étrangères.
Basé sur une idée de Mustapha Khanoussi, coordinateur de l'INP pour Chemtou, il est construit entre 1992 et 1997 selon un concept de l'archéologue allemand Christoph B. Rüger et du docteur suisse Martin Hartmann. Le travail administratif est assuré par le DAI Rome, par l'intermédiaire de Friedrich Rakob.
Le 12 mai 1993, un spectaculaire trésor de 1 647 pièces d'or et une pièce d'argent de l'époque romaine, enfoui sous le règne de Flavius Honorius, est découvert au cours des travaux.
Fermé après l'attaque du musée du Bardo en 2015, il est rouvert le 14 décembre 2019.

## Bâtiment

Plan du musée
Légende : 1. Rotonde d'entrée ; 2. Salle d'exposition « Géologie et Protohistoire » ; 3. Patio et toit panoramique ; 4. Salle d'exposition « Marbre » ; 5. Salle d'exposition « Colonie romaine » ; 6. : Espace d'information et salle de lecture.

Le bâtiment est conçu par l'architecte Jan Martin Klessing. La construction blanche de plain-pied, d'aspect massif et au toit plat, est caractérisée par un langage formel plutôt discret. Après la rotonde d'entrée, le visiteur découvre trois salles d'exposition, une salle de lecture et un espace d'information, le tout regroupé autour d'un patio central. La superficie totale du musée est de 1 500 m2.
Dans le patio du musée se trouve la façade du sanctuaire numide. Un toit accessible au public permet de voir simultanément le monument dans le patio et sa position initiale sur le sommet du Djebel Bou Rfifa. Le patio offre également un espace pour des concerts et des pièces de théâtre en plein air pouvant accueillir jusqu'à 200 visiteurs,.

## Concept muséologique
Le concept du musée est conçu par Rüger et Hartmann, : l'accent est porté sur les résultats de la recherche germano-tunisienne menée entre 1965 et 1995 sur le site de Chemtou.
Les sujets traités comprennent la géologie régionale du nord-ouest de la Tunisie, la Protohistoire de Chemtou (500-100 av. J.-C.), le sanctuaire et les tombeaux numides, le marbre jaune antique extrait des carrières et la cité romaine de Colonia Iulia Augusta Numidica Simitthensium. En outre, le musée présente les découvertes archéologiques des environs de Chemtou.

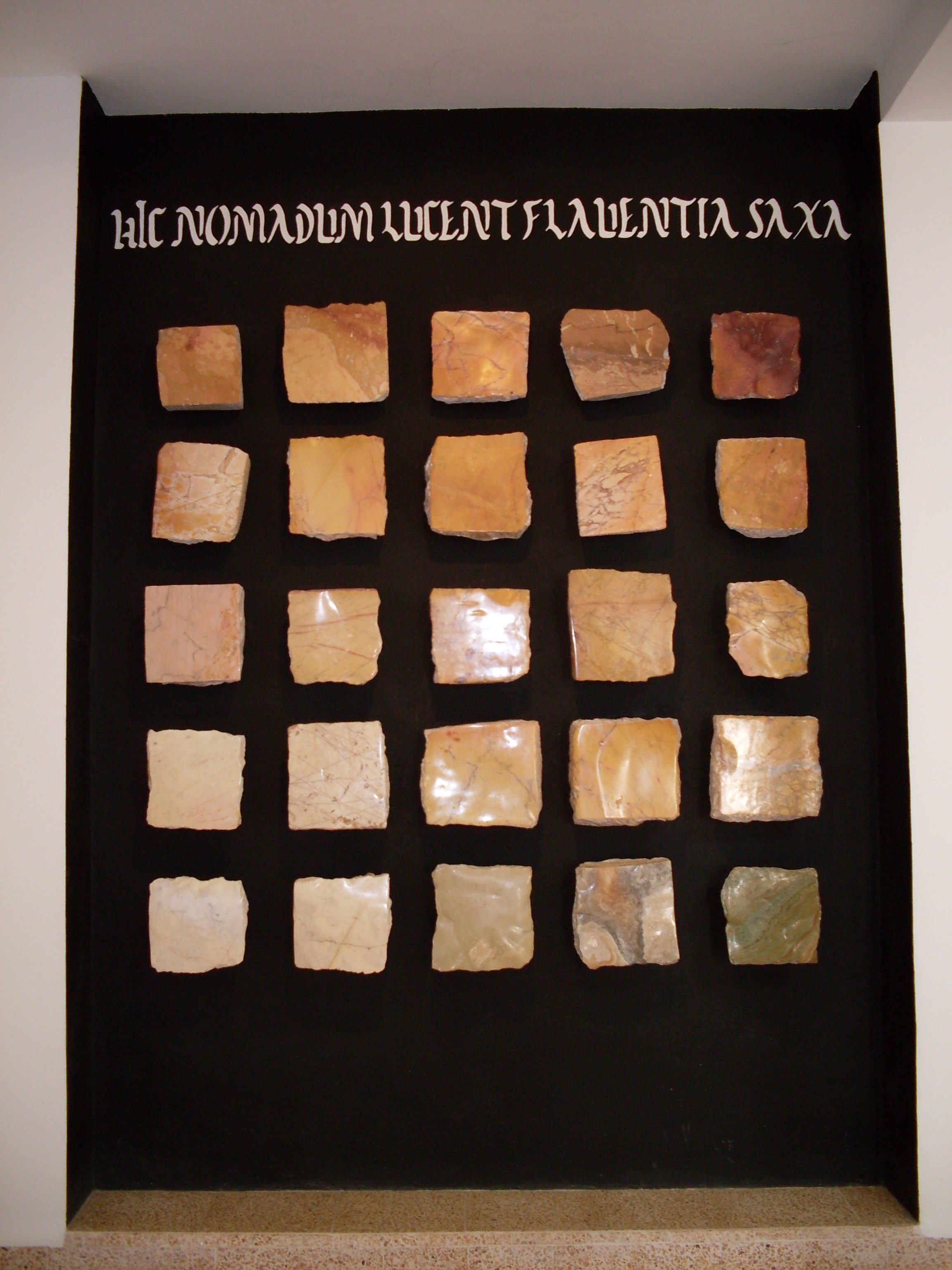
Types de marbre extraits des carrières de Chemtou.
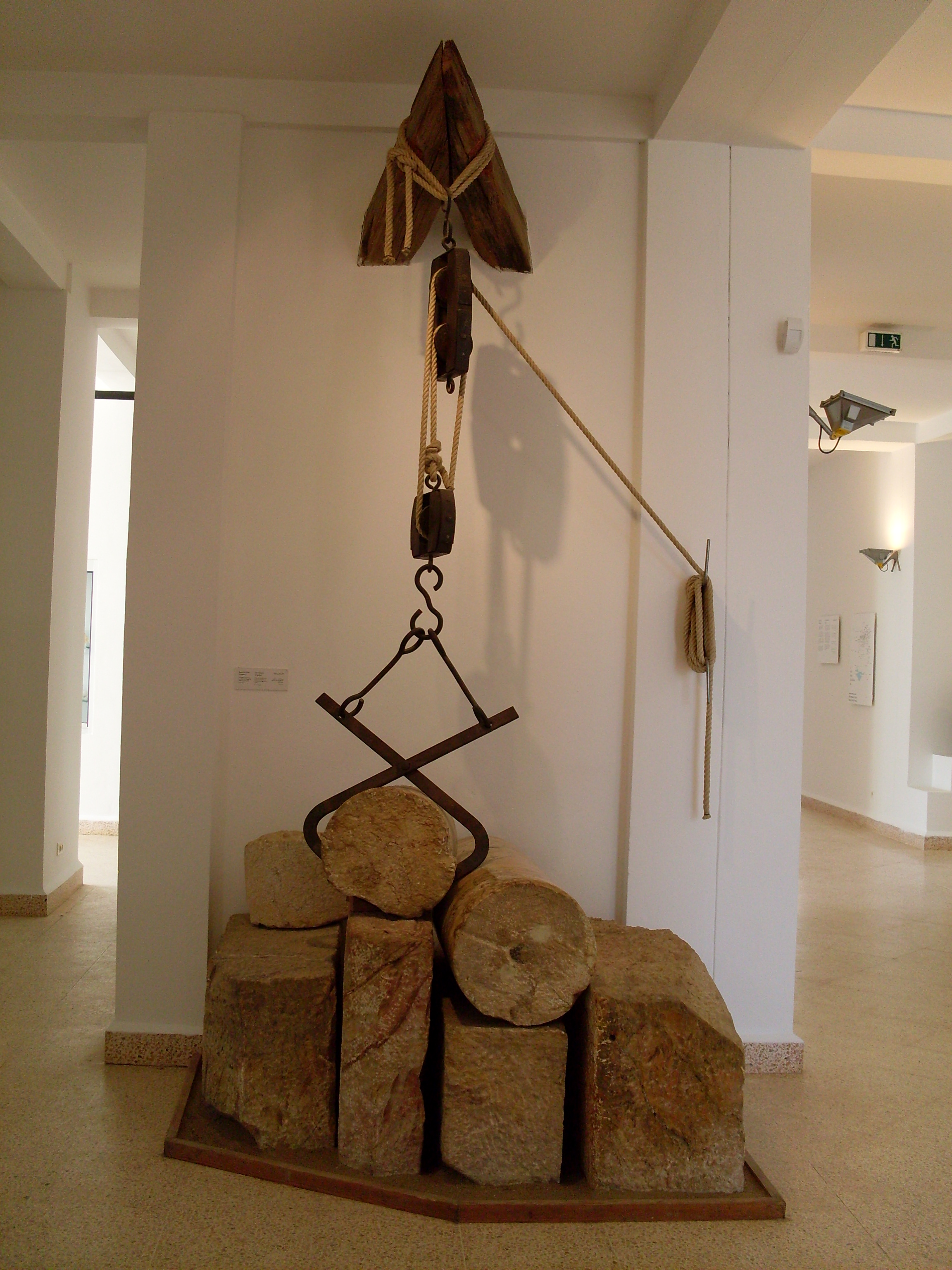
Levier romain pour le marbre.

Le résultat des recherches est communiqué au moyen de graphiques, d'objets, de modèles et de vitrines. Un film est aussi présenté sur le thème du musée dans l'espace d'information. Réalisé en 1999 avec le soutien de la Fondation Ernst von Siemens (en), il résume dans cinq langues différentes les résultats de la recherche menée entre 1965 et 1999.

## Collections

### Collections numides

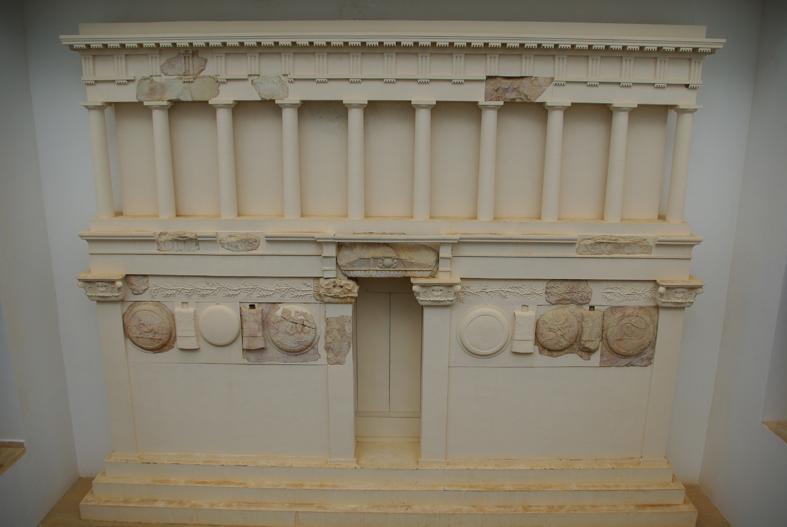
Façade reconstituée du sanctuaire numide dédié à Massinissa.

Parmi les vestiges exposés, il convient de citer la stèle de grès schisteux vert présentant un cavalier numide pourvu d'un diadème, ce qui semble pouvoir l'identifier à un chef ou à un membre d'une famille royale numide. Aïcha Ben Abed évoque une datation du IIIe siècle av. J.-C. mais Hédi Slim évoque pour sa part le Ier siècle av. J.-C..
Le musée présente aussi un beau relief de calcaire vert des Dii Mauri dans lequel ces huit divinités sont alignées de face.
La façade du sanctuaire numide est reconstituée dans le patio dans sa taille originale, avec des fragments de sa décoration architecturale datant du IIe siècle av. J.-C. Daté d'environ 139 av. J.-C. et dédié par Micipsa à la mémoire de son père Massinissa, le monument, construit en marbre, mesure environ douze mètres de longueur, cinq mètres et demi de largeur et dix mètres de hauteur. Il est constitué de deux étages : le premier niveau, couronné d'une frise, comporte une fausse porte encadrée de pilastres alors que le second niveau est orné d'une colonnade dorique.

### Collections libyco-puniques
- Obélisque couvert de tifinegh
- Stèles funéraires

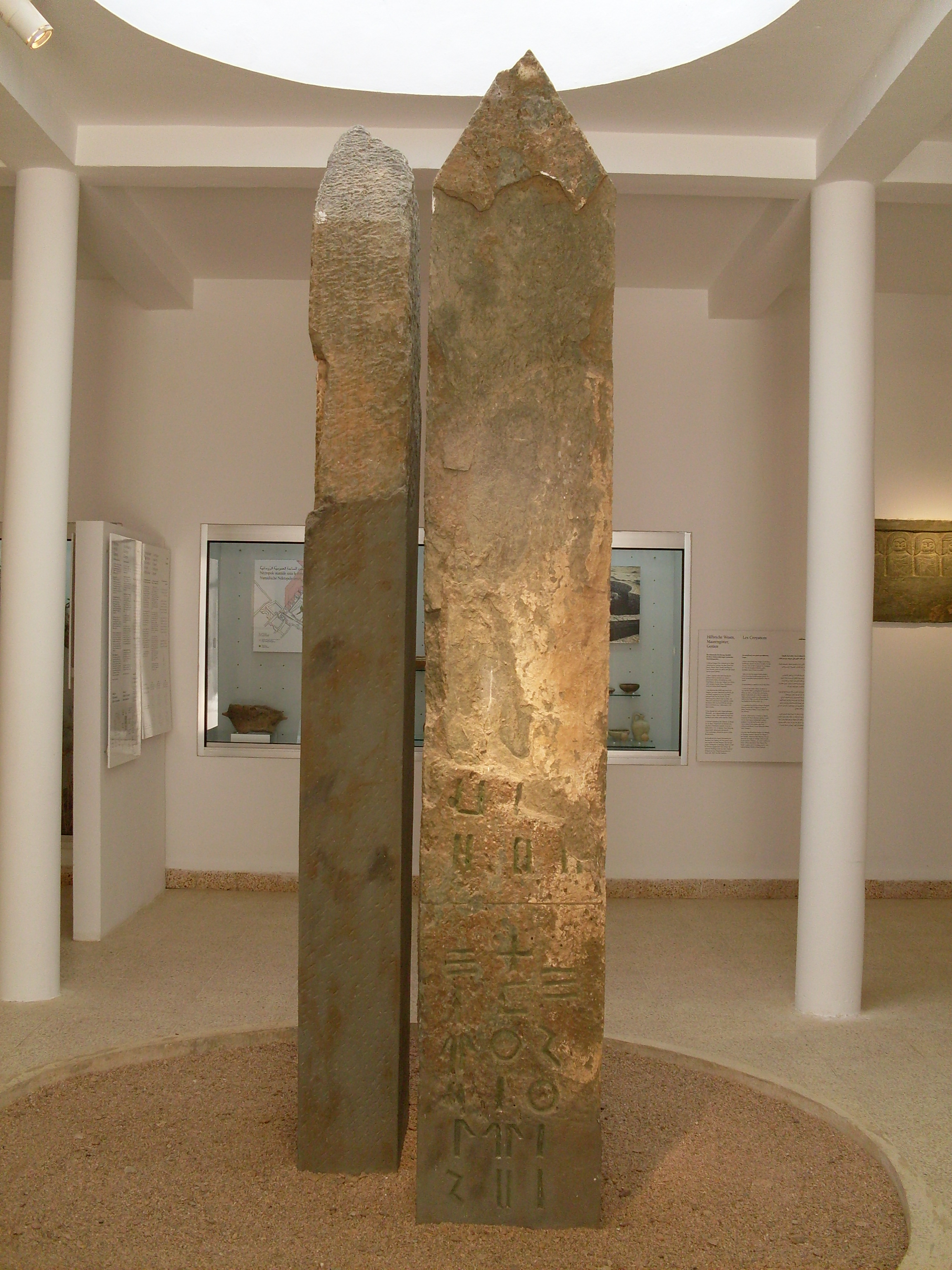
Obélisque couvert de tifinegh.
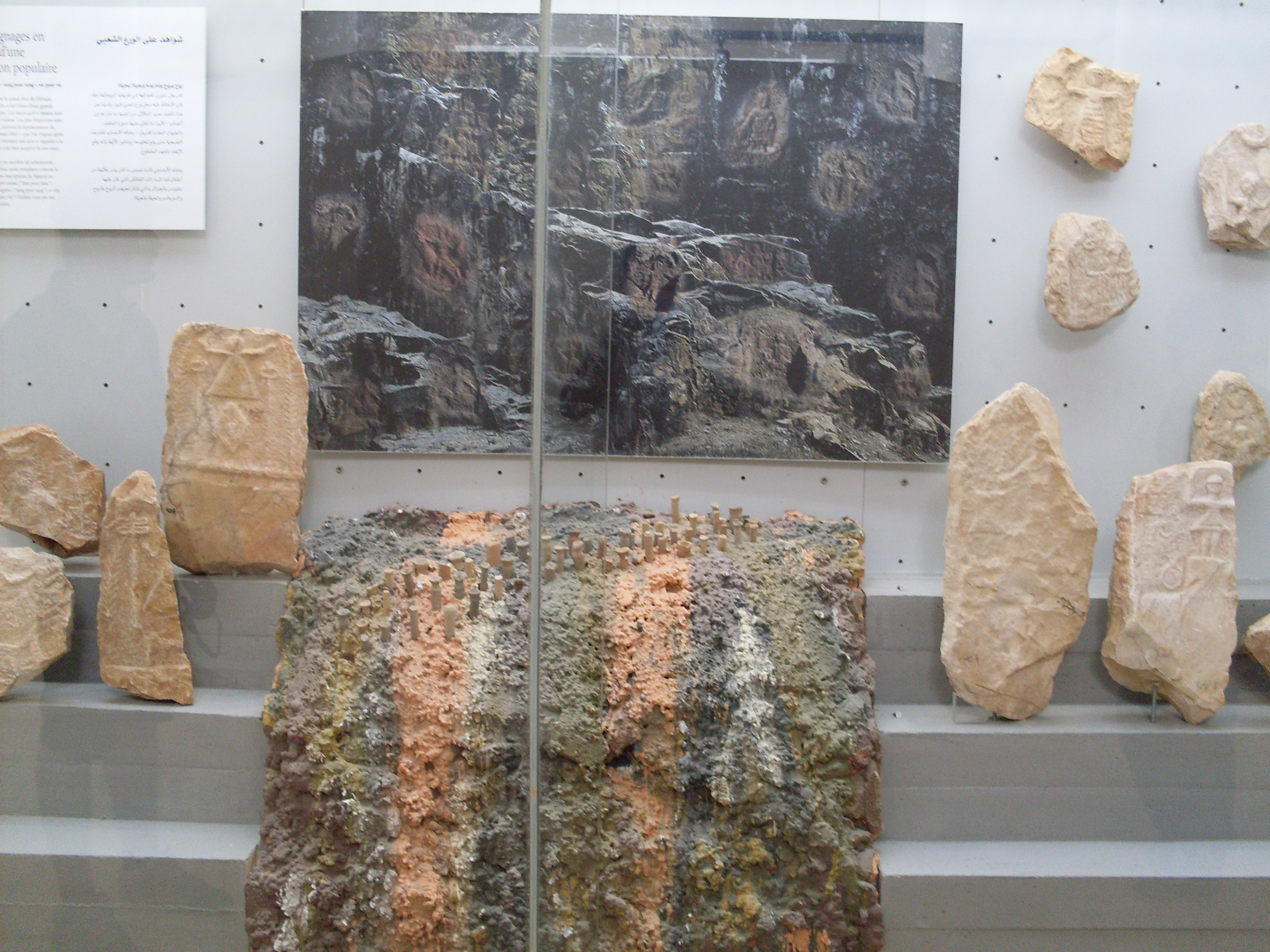
Stèles puniques.

### Collections romaines
- Meule reconstituée ;
- Mosaïques ;
- Statue fragmentaire de l'empereur Commode en Hercule ;
- Stèles funéraires romaines.

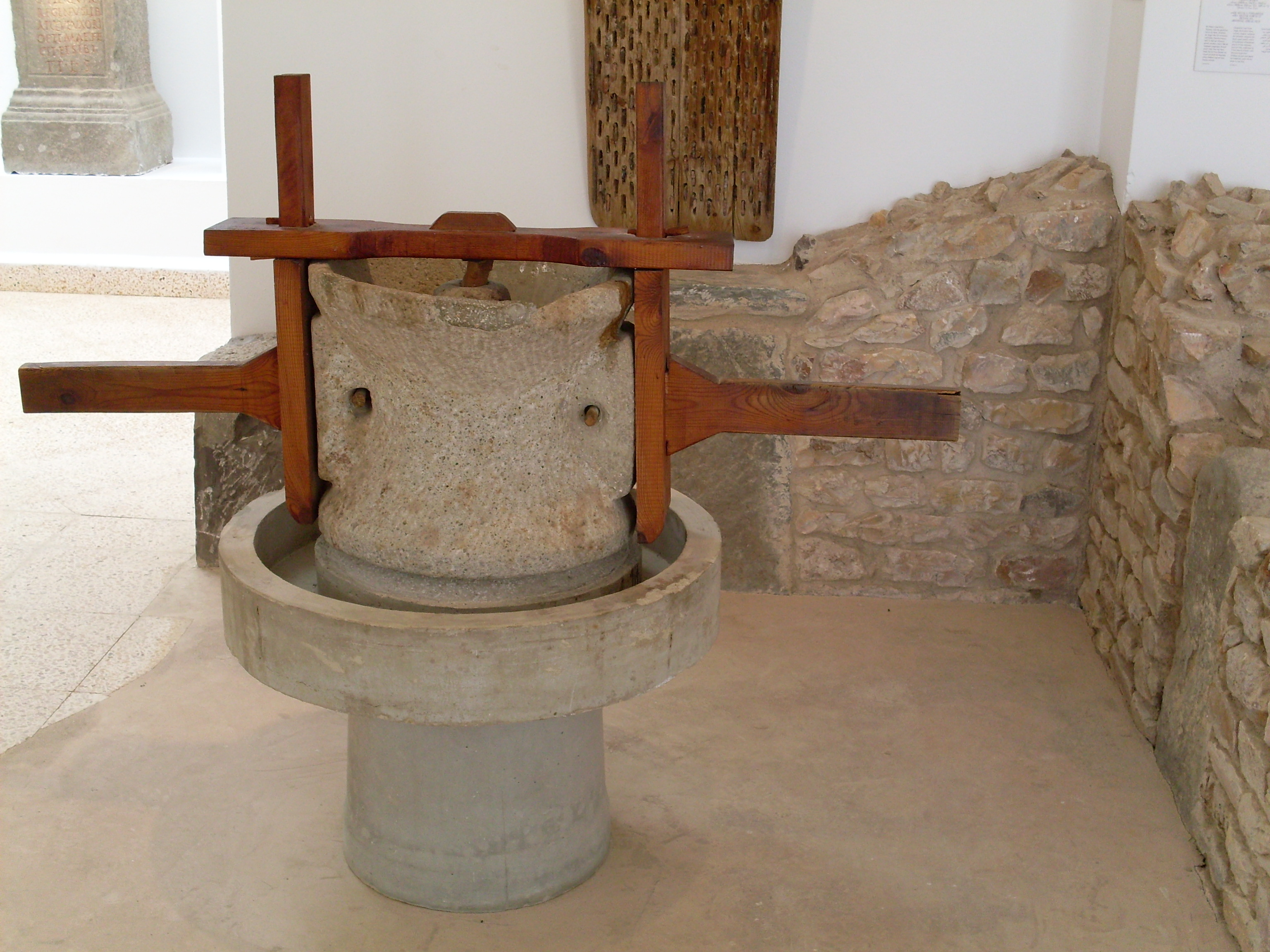
Meule.
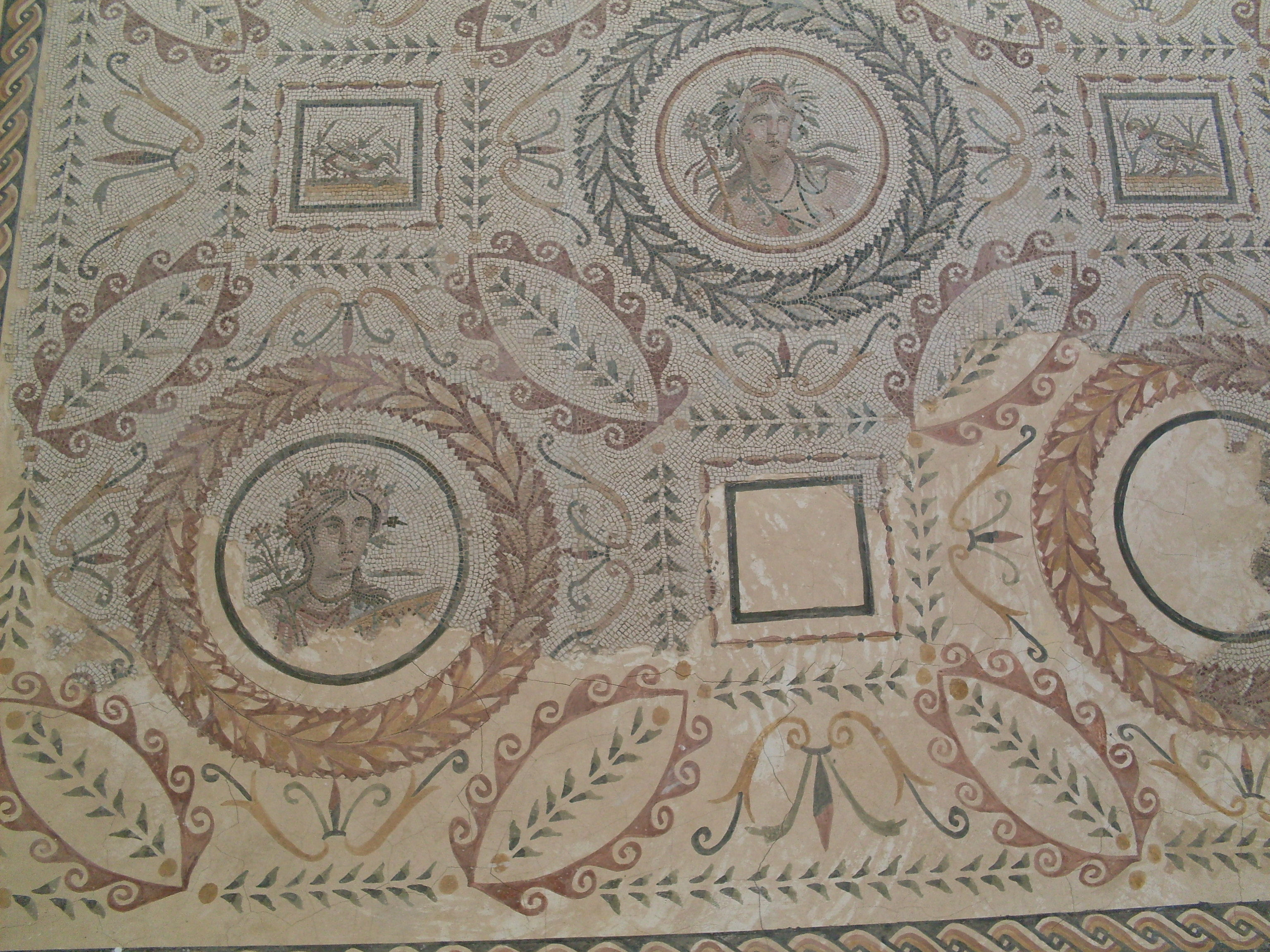
Mosaïque.
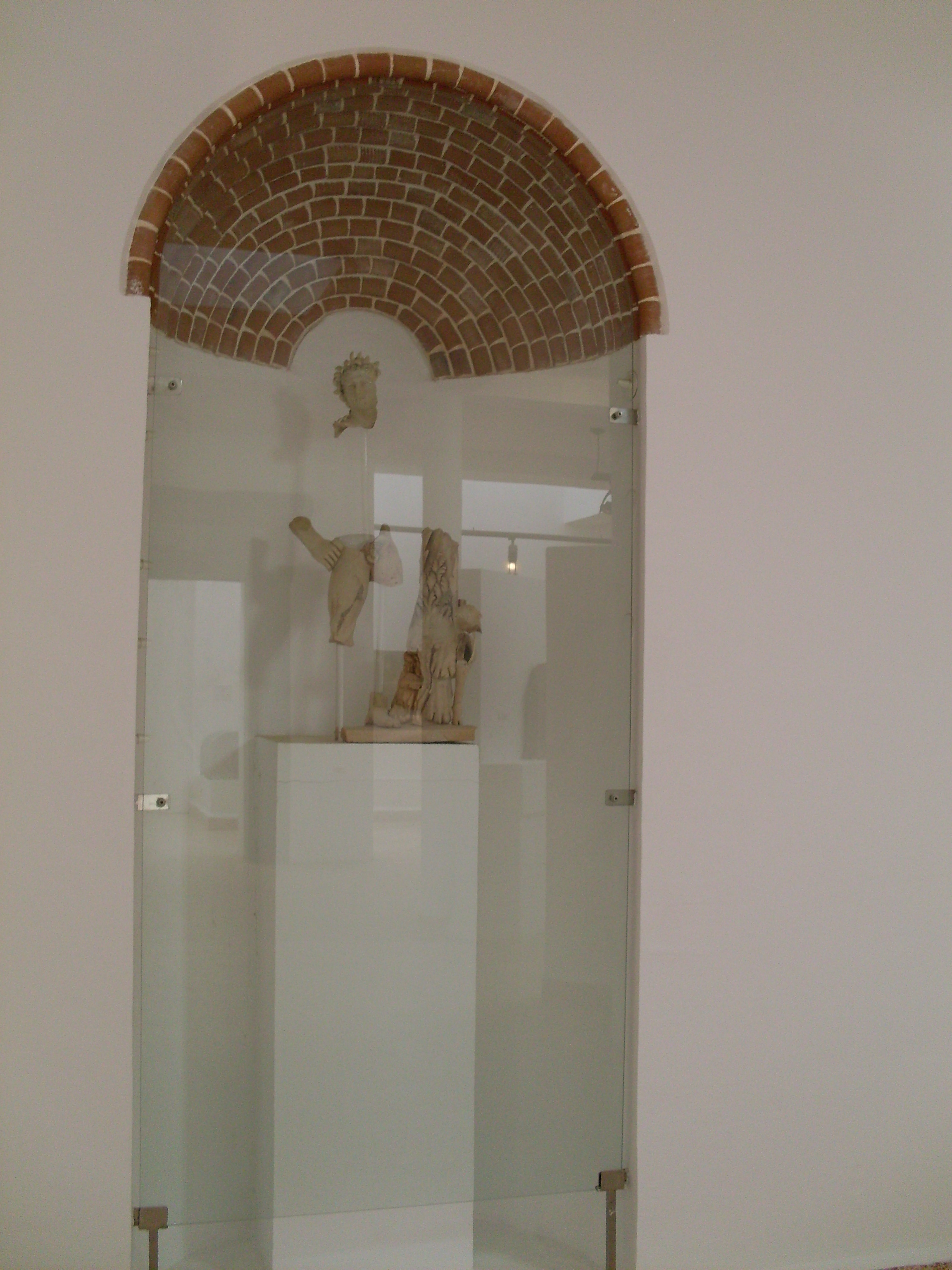
L'Empereur Commode en Hercule.
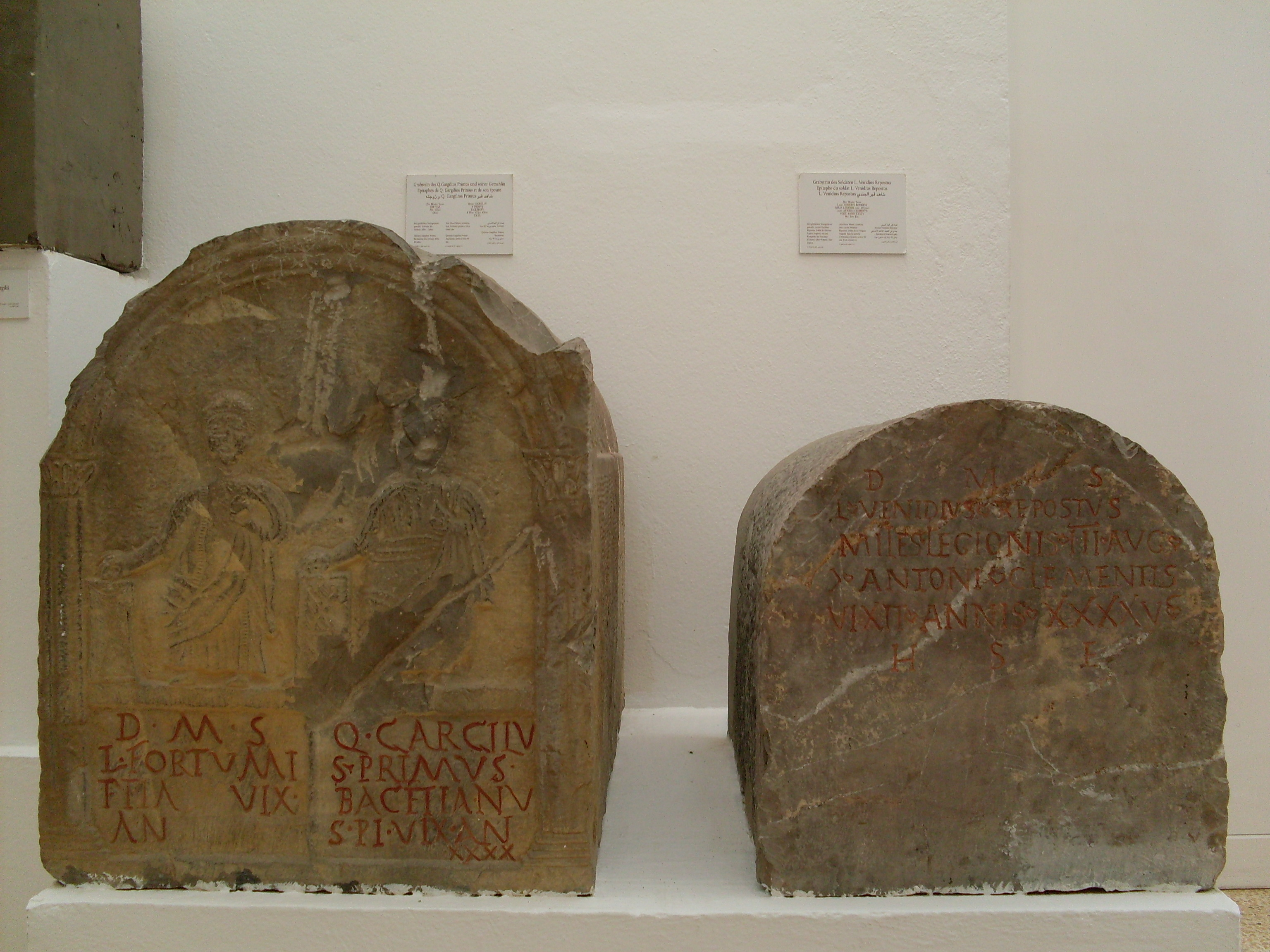
Stèles funéraires romaines.